# 68.ª División (Ejército Popular de la República)
La 68.ª División fue una división del Ejército Popular Republicano que luchó durante la Guerra Civil Española en defensa de la legalidad de la Segunda República Española. Esta unidad, creada en el verano de 1938 en Daimiel, luchó en los frentes de Teruel, Levante y Extremadura antes de que en marzo de 1939 se disolviese tras la rendición de la República por la Junta de Gobierno del Coronel Segismundo Casado.
La existencia de esta División conoció dos fases independientes y bien diferenciadas. En la primera desarrolló sus acciones en la Batalla de Teruel y se disolvió poco después. En mayo de 1938 se organizó una nueva División en Extremadura, que heredó el número 68, para ser destinada al Frente de Levante.

## Historial operativo. Primera fase

### Preparativos y organización
La División se formó en agosto de 1937 en Daimiel y Ciudad Real, estando formada por cuatro nuevas brigadas, la 218.ª, al mando del Comandante de Infantería Manuel Muzas Ibars, la 219.ª, al mando del Comandante de Infantería Manuel Perez Garrido, la 220.ª, al mando del Mayor de Milicias Ramón González Pardo y la 221.ª, al mando del Comandante de Infantería José Torralba Ordóñez, quedando adscrita al XX Cuerpo de Ejército, encuadrado en el Ejército de Maniobra. No obstante, la 221.ª Brigada se desgajó de esta División al comienzo de la Batalla de Teruel, pasando a formar parte de la 71.ª División

### Batalla de Teruel
La 68.ª División, en esta su primera fase, participó en la Batalla de Teruel desde su inicio, en diciembre de 1937, con las Brigadas 218.ª, 219.ª y 220.ª. Las acciones comenzaron el 14 de diciembre, cuando unidades de esta División (de las Brigadas 218 y 220) lanzaron su ataque contra el Puerto de Villastar, logrando conquistarlo dos días más tarde, formando una bolsa, cuya limpieza le fue asignada. El 19, ocuparon Castralbo y El Castellar y, el 21, se lanzaron en primer escalón al asalto de Teruel, ocupando el flanco izquierdo. La 220 Brigada fue una de las primeras unidades en entrar en la ciudad, pero resultó tan quebrantada que tuvo que ser retirada a Cueva de Valverde y Sarrión para reponer efectivos. Por su parte, la 219.ª Brigada inició sus acciones el 15 de diciembre, pero solo consiguió una débil penetración por Villaespesa que, días más tarde, quedaría cercada.
En el asalto final a Teruel, la 219.ª Brigada actuó en segundo escalón en el flanco izquierdo, asaltando la plaza el día 22 de diciembre. Su actuación fue muy brillante, impidiendo que las tropas nacionales levantaran el cerco de Teruel el 1 de enero de 1938. Muy quebrantada por la lucha en la ciudad y el crudo invierno, tuvo que ser retirada para su reorganización en Extremadura, pero se reintegró al frente turolense en febrero.
La 220.ª Brigada relevó el 30 de diciembre a fuerzas de la 11.ª División en Concud, que perdió al día siguiente, retirándose a Teruel. Fue enviada a Extremadura para una reorganización en profundidad, pero, el 17 de febrero, volvía a estar en el frente de Teruel.
En marzo de 1938, acabada la Batalla de Teruel, se disolvió la División, quedando sus unidades asignadas del siguiente modo: la 218.ª pasó a encuadrarse en la 34.ª División, la 219.ª en la 66.ª, y la 220.ª en la 22.ª.

## Historial operativo. Segunda fase

### Preparativos y organización
Se creó de nuevo el 30 de abril de 1938, en Cabeza del Buey. Tenía como objetivo ejercer de fuerza de choque para reforzar el frente de Levante, ante el avance imparable de las fuerzas franquistas sobre Castellón. Su mando fue encomendado al recién ascendido Comandante de Infantería Justo López Mejías, que comandaba en ese momento la 38.ª División. Como Jefe de Estado Mayor fue nombrado el Capitán de Infantería en Campaña Elisardo Penas García, asimismo recién ascendido y procedente también de la 38.ª División. Como Comisario político se nombró a Roque Nieto Peña, de Izquierda Republicana.
Se organizó con tres nuevas Brigadas, la 189.ª, al mando del Comandante de Artillería Juan García Pina, la 190.ª, al mando del Capitán de Caballería Fernando Garcés Soler, antiguo Alférez de la Escala de Complemento y la 191.ª, al mando del Mayor de Milicias Germán Bataller Prats. Los tres tendrían una muy destacada actuación. Las Brigadas se crearon con doce Batallones extraídos de las Brigadas 46.ª, 47.ª, 109.ª y 88.ª (la 189.ª), de las 103.ª, 115.ª, 120.ª y 114.ª (la 190.ª), y las 86.ª, 103.ª, 113.ª y 115.ª (la 191.ª). Su organización e instrucción progresaron rápida y eficientemente. Sin embargo, debido a la imposibilidad de encontrar los mandos apropiados en las secciones más técnicas del Estado Mayor, al cabo de un mes se optó por nombrar como Jefe de E.M. al Comandante Luis Espinosa Briones, militar de carrera, quedando Penas como Jefe de Operaciones, aunque en la práctica éste siguió llevando el peso principal del trabajo del E.M.
Finalizado el período de instrucción, las tres brigadas se desplazaron a Levante por ferrocarril, en nueve largos trenes que partieron de las estaciones de Cabeza del Buey y Almorchón, en los primeros días de junio.
Una vez en Levante, la 68.ª División estableció su Cuartel General en una masía de las afueras de la población de Soneja, en la provincia de Castellón.

### Frente de Castellón
Entró en Combate ocupando posiciones en la sierra de Borriol, hacia el día 9 de junio. Durante varios días soportó un intenso y continuo bombardeo artillero, con mayor o menor fortuna, según las unidades.
Las Brigadas 189.ª y 191.ª sufrieron un fuerte desgaste, aunque la 189.ª protagonizó un duro contraataque el día 13. Los distintos batallones que las formaban fueron progresivamente retirándose a retaguardia, a medida que iban quedando diezmados, pero uno de ellos, formado principalmente por elementos anarquistas, se hizo fuerte en una pequeña cuña de unos 4 km de larga y 1 de ancha. No obstante el mando decidió retirarla, ante lo precario de la situación. Esta retirada le costó también un buen número de bajas.
Mientras tanto, la 190.ª brigada, menos quebrantada, quedó en línea y asignada a la 6.ª División.
Las dos brigadas retiradas, la 189.ª y la 191.ª, no tuvieron tiempo de reforzarse ni casi descansar, pues inmediatamente, el día 17 recibieron la orden de acudir al sector de Onda. La 189.ª Brigada, en especial el batallón anarquista (el que hacía número 756, procedente en origen en la 88.ª BM), realizó un intenso ataque en la colina conocida como la Atalaya, al Norte de Onda, logrando coronarla y conquistarla, capturando un buen número de armas y diez prisioneros. Pero esta conquista duró poco. Los soldados, agotados por la intensa caminata del día anterior (de Borriol a Onda pasando por retaguardia: 35km sin casi descanso), se quedaron dormidos en gran parte y no pudieron evitar que el enemigo reconquistara la colina. Durante las siguientes horas se sucedieron varios ataques y contraataques, cada vez menos intensos, hasta que las tropas del llamado Destacamento de Enlace, del general García-Valiño, se hicieron con el control definitivo de ese enclave.
El mencionado batallón quedó notablemente diezmado y su comandante, Antonio Elías, falleció durante los ataques y fue posteriormente condecorado a título póstumo con la Medalla al valor.
Una vez que Onda, defendida heroicamente por la llamada División Extremadura, cayó en poder del ejército franquista el día 24, las unidades de la 68.ª División ocuparon posiciones en la Sierra de Espadán, en las inmediaciones de Onda, al Sur y Suroeste de esta localidad. La 191.ª BM quedó sólidamente establecida en sus posiciones. Las crónicas hablan de que realizó una férrea resistencia, pese a los feroces ataques de la artillería y aviación franquista, llegando a protagonizar diversos ataques y contraataques, que imposibilitaron al enemigo avanzar por su sector.
La 189.ª, por otra parte, relevó a la División Extremadura, pasando a defender la línea del frente, a la derecha de la 191.ª; el sector de la 189.ª era de defensa más crítica, pues incluía la zona de la carretera de Tales a Segorbe, peligrosa vía de penetración por el enemigo. El día 3 de julio, un fuerte ataque franquista sobre la carretera, unido a un error de coordinación con un batallón de la 205.ª BM, deshizo la defensa republicana, dejando la mencionada carretera expedita para los tanques enemigos. Pero el mando de Operaciones de la 68.ª División, gracias al buen conocimiento del terreno, logró volver a controlar la situación, localizando de noche las dispersas tropas y restableciendo las líneas y el contacto con los mandos, rotos por el ataque enemigo.
Durante esos días, la 190.ª BM regresó transitoriamente al control de la 68.ª División, pero inmediatamente después pasó a depender definitivamente de la 15.ª División. A continuación, las Brigadas 189.ª y 191.ª fueron relevadas para trasladarse al sector de Villamalur, a la izquierda, donde ya no se movieron de sus posiciones hasta ser relevadas por la 10.ª División y retirarse el día 9 a retaguardia, para recomponer sus efectivos.
La actuación de la 68.ª División en este frente había sido realmente destacable, y algunos investigadores llegan a afirmar que fue en los momentos en que las tropas de la 68.ª División se encontraron en línea cuando las fuerzas franquistas del Destacamento de enlace se vieron frenadas más claramente, quedando detenidas o avanzando solo lentamente y sufriendo numerosas bajas.
La labor de esta división durante aquellas semanas había sido la de contener al enemigo todo lo posible mientras se construía la línea XYZ a marchas forzadas, tratando de ganar todo el tiempo posible. Pero el coste en bajas fue enorme.
El 9 de Julio esta División fue retirada del frente, para recomponer sus maltrechas fuerzas, pero el periodo de descanso solo duró tres días, pues la 68.ª División tuvo que acudir apresuradamente al sector Manzanera-Alcetas, en las proximidades de Barracas. Con los únicos elementos operativos de las dos brigadas organizaron una única Brigada que se desplazó a la zona por ferrocarril, donde ocuparon sus posiciones. Pero por tratarse de terreno llano, apenas lograron contener al enemigo, teniéndose que retirar a continuación a la línea XYZ a su paso por las poblaciones de Viver y Jérica. En esta zona resistieron bien en sus posiciones, en medio de una feroz batalla de varios días en la que ambos ejércitos emplearon numerosos recursos. El avance franquista se vio aquí frenado por completo, siendo condecorada la División por su destacada actuación, mientras ambas poblaciones quedaron destruidas por completo tras la batalla. La 68.ª División, ya notablemente mermada en sus efectivos por las bajas y las deserciones de las jornadas anteriores, y logrado el objetivo de frenar al enemigo, se retiró finalmente a retaguardia a partir del día 21 de julio, estableciendo su cuartel general en Macastre. El frente de Levante quedó en líneas generales estabilizado a partir de ese momento.

### Frente de Extremadura
Estabilizado el frente de Levante, la División recibió la orden de regresar a Extremadura, ante el repentino avance franquista por la zona de La Serena, que hizo caer las poblaciones de Don Benito, Villanueva de la Serena y Castuera, entre otras, en poder de las tropas de Queipo de Llano, las cuales seguían avanzando sin ser apenas frenadas por las tropas republicanas, pilladas de sorpresa y con una organización muy deficiente.
Las dos brigadas de la 68.ª División se desplazaron a Extremadura el 31 de julio, en un largo convoy de más de un centenar de camiones, al mando de su Jefe de Operaciones, mientras los otros jefes lo hicieron al día siguiente, en automóvil. Una vez en las proximidades de Cabeza del Buey, pasaron a reforzar la defensa del sector, entonces en situación absolutamente caótica. Las luchas se sucedieron durante quince largos días, en las zonas llanas al norte de aquella población, y cuando esas zonas no pudieron ser defendidas, pasando a fortificarse en la cadena de montañas situada entre Castuera y Cabeza del Buey y la sierra de Torozo, donde resistieron mejor, pero no se pudo evitar la toma de Cabeza del Buey, el día 12 de agosto. Las poblaciones de Peñalsordo y Zarza-Capilla quedaron en ruinas tras aquellos combates como resultado de la dura acción de la artillería franquista.
Estos avances sufrieron un retroceso temporal gracias a la acción de la artillería republicana del Comandante Pérez-Salas, pero éste fue efímero, quedando el ejército franquista en poder de toda la cadena de montañas, como consecuencia final de que un batallón de la 191.ª BM, al ser relevado por otro, de una unidad diferente, formado por soldados zapadores recién reclutados y de escasa o nula preparación para el combate, huyó en desbandada ante el primer ataque enemigo y al quedarse sin munición como consecuencia de un error logístico o sabotaje.
Hacia finales de agosto, no obstante, se produjo un brillante ataque republicano conjunto de la 68.ª División junto con otras dos, que permitió recuperar casi toda la Sierra de Torozo y la mayor parte de la llanura situada al Norte de Cabeza del Buey, hasta las proximidades de Castuera y Campanario, incluyendo las poblaciones de Peñalsordo y Zarza-Capilla. El frente quedó estabilizado desde entonces en ese sector, prácticamente hasta el final de la guerra, quedando una cuña enemiga introducida en territorio republicano conocida como "Saliente de Cabeza del Buey", por encontrarse esta población en el extremo de esa cuña. Con el frente estabilizado, la 68.ª División estableció su cuartel general en un cortijo situado en las afueras de Belalcázar, y defendiendo sus tropas el frente situado en la orilla derecha del río Zújar.
Mientras tanto, la 189.ª Brigada cambió de Comandante, pasando a ser mandada por el Mayor Ignacio Nuevo. Asimismo, el Jefe de la 191.ª, el Mayor Bataller Prats, había caído malherido durante los combates de principios de agosto, siendo relevado por el también Mayor Leandro Rodríguez Mota. Finalmente el Cte. Espinosa fue apartado de la primera línea del frente, al estar calificado como "políticamente indiferente", y se le destinó a un puesto en retaguardia. La Jefatura del Estado Mayor de la División se encomendó de nuevo, con carácter accidental, al Capitán Elisardo Penas.
Por aquel entonces se incorporó a la 68.ª división una nueva Brigada, la 194.ª, al mando del Comandante de Milicias Manuel Campos Cotero, quien anteriormente había comandado el 2.ª batallón de la 189.ª BM durante la campaña de Levante. Con estas tres brigadas (189.ª, 191.ª y 194.ª) quedaría ya configurada la 68.ª División, sin apenas variaciones hasta el final de la guerra. El sector entonces estaba estable, tan solo afectado por pequeñas escaramuzas.
En noviembre de 1938, la 68.ª División se trasladó de sector, estableciendo el que sería su último cuartel general en el ayuntamiento de Capilla, próximo a Peñalsordo, y desplegando sus tropas por la llanura de la Siberia Extremeña, desde las proximidades de Campanario y Castuera, hasta pasado el saliente de Cabeza del Buey. El terreno era muy incómodo. La 191.ª BM, la más afortunada, se desplegó por la Sierra de Torozo, mientras que la 194.ª ocupó la zona más occidental, y la 189.ª se desplegó al Norte y Noroeste de Cabeza del Buey, cubriendo la zona de frente más llana y difícil de defender. El acceso desde retaguardia a las posiciones de estas dos últimas brigadas era enormemente delicado, pues solo existía una carretera disponible para su suministro y eventual evacuación (correspondiente a la actual BAV-4009 y su continuación), y esta ruta pasaba en algunos puntos muy cerca del frente, lo que la hacía estar batida a menudo por la artillería enemiga y suponía un serio riesgo de quedar copada. Por ello, el Estado Mayor de la División proyectó e hizo construir otra pista más al Norte, para así asegurar una mejor evacuación en caso de ataque enemigo y facilitar los suministros. Este nuevo camino facilitaba además el acceso a retaguardia hacia Siruela y La Puebla de Alcocer. Esta nueva ruta aparece en el plano del IGN número 780 como "Pista de Guerra abandonada" y en los más recientes como "Pista Militar".
El sector permaneció en calma hasta enero, y en Navidad se concedieron numerosos permisos a los soldados, dada la casi total inactividad bélica en el sector.
Por Navidad, se asignó un nuevo Jefe de Estado Mayor de la División, debido a que Elisardo Penas no disponía del título de Graduado de Estado Mayor, pues el mando siempre le consideró imprescindible y no se encontró el momento adecuado para poder graduarse. Desde entonces hasta el final de la guerra permaneció como Jefe de Operaciones.

### Batalla de Valsequillo
En esta batalla, iniciada el 5 de enero, se le asignó la misión de apoyar el ataque principal mediante un amago sobre Castuera, realizado con sus dos Batallones de reserva más una batería de artillería. Ante la acción de esta, el enemigo huyó en desbandada de sus posiciones, pero la lluvia torrencial de aquella madrugada convirtió los barrancos del río Guadalefra (que marcaban la línea del frente en aquella zona) en impetuosos torrentes imposibles de cruzar por los soldados, varios de los cuales murieron ahogados en el intento. Este hecho hizo fracasar la acción, pues mientras que las fuerzas atacantes esperaron varios días en vano a que mejorase el tiempo, el efecto sorpresa del ataque había pasado ya y las tropas franquistas habían regresado a sus posiciones, ayudadas además por la respuesta de su artillería. Cinco días después, el ataque se dio por concluido en esta zona y los batallones regresaron, en un lamentable estado, debido a los varios días que habían soportado la intensa lluvia a la intemperie. Este suceso provocó una fuerte desmoralización en los efectivos.
Tras esta fallida operación, Justo López Mejías fue apartado de la Jefatura de la División, siendo enviado a su casa con un permiso de dos meses. El nuevo jefe era otro comandante profesional, José Frías González-Mouvelles, también comunista, hasta entonces al mando de la 63.ª División, y que se vio obligado a dejar el puesto inmediatamente después del Golpe de Estado del Coronel Segismundo Casado, tras la purga general de mandos comunistas. Le sucedió en la jefatura de la División el Mayor de Milicias Leandro Rodríguez Mota, quien entonces comandaba la 191.ª Brigada Mixta.

### Final de la guerra y disolución
El 25 de marzo la División recibió en su cuartel general de  Capilla la orden de abandonar el frente y reunirse en la población de Siruela (situada a unos 30 km) donde recibiría nuevas instrucciones. A esta población llegaron tras una larga marcha nocturna. Las nuevas instrucciones consistían en continuar replegándose hasta Piedrabuena, donde debían entregar las armas. En medio de una gran tensión y numerosas escenas de pánico (los oficiales conocían desde hacía semanas que la rendición se estaba negociando, pero no así los soldados), consiguieron llegar los oficiales a Piedrabuena en los únicos tres camiones de que disponían, y de allí a Ciudad Real, donde fueron requisadas sus armas y los camiones. La ciudad se encontraba ya en poder de los franquistas, por lo que los oficiales empezaron a dispersarse para tratar de seguir huyendo o esconderse. De entre los mandos de la División, solo su Jefe y el Jefe de Operaciones lograron, con gran dificultad, llegar a Valencia, el día 30, y solo este último lograría "in extremis" embarcarse en un buque francés en Gandía, camino del exilio, momentos antes de que la armada franquista tomase posesión del puerto, impidiendo desde entonces el embarque de más fugitivos.

## Mandos

### Primera fase
Comandantes
- Comandante de Infantería Rafael Trigueros Sánchez-Rojas (enero-marzo de 1938).

Comisarios
- Juan Herráiz Benito, del PCE.

Jefes de Estado Mayor
- capitán de milicias Jesús Lanuza Borrás

### Segunda fase
Comandantes
- Comandante de Infantería Justo López Mejías (mayo 1938-enero 1939)
- Comandante de Infantería José Frías González-Mouvelles[3](febrero 1939-marzo 1939)
- Mayor de Milicias Leandro Rodríguez Mota[2] (marzo 1939)

Comisarios
- Roque Nieto Peña, de IR (mayo-agosto de 1938);
- Rodrigo León Ramos,[4] del PSOE;

Jefes de Estado Mayor
- Capitán de Infantería Elisardo Penas (mayo de 1938);
- Comandante de Infantería Luis Espinosa Briones (junio-septiembre de 1938);
- Capitán de Infantería Elisardo Penas (septiembre de 1938-enero de 1939);
- ? (enero-marzo de 1939);

## Orden de batalla
| Fecha             | Cuerpo de Ejército adscrito | Frente de batalla | Brigadas mixtas integradas |
| Diciembre de 1937 | XX Cuerpo de Ejército       | Teruel            | 218.ª, 219.ª y 220.ª       |
| Mayo de 1938      | Ejército de Extremadura     | Retaguardia       | 189.ª, 190.ª y 191.ª       |
| Junio de 1938     | XXII Cuerpo de Ejército     | Levante           | 189.ª, 190.ª y 191.ª       |
| Julio de 1938     | XXI Cuerpo de Ejército      | Levante           | 189.ª y 191.ª              |
| Agosto de 1938    | VIII Cuerpo de Ejército     | Extremadura       | 189.ª y 191.ª              |
| Octubre de 1938   | VII Cuerpo de Ejército      | Extremadura       | 189.ª, 191.ª y 194.ª       |